# Black Journal
Pour plus de détails, voir Fiche technique et Distribution.
Black Journal (Gran bollito ; littéralement « Grande bouillie ») est un film italien réalisé par Mauro Bolognini et sorti en 1977.
Le film est inspiré de l'histoire de Leonarda Cianciulli, surnommée la « saponificatrice de Correggio », qui, en 1939 et 1940, a tué trois femmes puis les a coupées en morceaux et transformées en savon.

## Synopsis
Léa, originaire du Sud de l’Italie, s'est installée dans une ville du Nord pour rejoindre Rosario, son mari. Elle doit vendre des billets de loterie. Dès son arrivée, elle éprouve une aversion pour sa nouvelle demeure choisie par son mari, qui peu après est victime d'une attaque cérébrale paralysante. Léa est enceinte 13 fois, avortant à chaque fois au bout de quelques mois. Elle ne mène qu'une seule grossesse à terme et accouche d'un fils, Michele (Antonio Marsina) pour qui elle se prend d’une affection maladive. Elle reçoit en confidence de Berta Maner, une de ses clientes ayant gagné le gros lot à la loterie qu’elle doit rejoindre son époux aux États-Unis, après des années de séparation.
Michele est amoureux de Sandra (Laura Antonelli), une professeure de danse belle à pleurer. Sa mère ne peut se résoudre à le laisser quitter la maison, prête à toutes les méchancetés. En lançant une malédiction, par exemple, afin que la mère de Sandra meure subitement (Ce qui obligera, selon elle, Sandra à quitter Michele pour s’occuper de son père), puis en jetant dans les bras de son fils Tina une jeune fille  sourde et muette (Milena Vukotic). Michele reconduit doucement mais fermement la jeune fille. En fin de compte, ne pouvant obtenir le résultat souhaité, Léa décide de supprimer les femmes qui entravent l'amour exclusif qu'elle porte à Michele. La première victime est Berta Maner, qui à la veille de son départ pour l'Amérique, est tuée par Léa qui la découpe en morceaux, la fait bouillir et la transforme en savon qu’elle vend ensuite. Le même triste sort est réservé à la douce Lisa, pleine de repentir religieux après avoir connu l’amour avec un homme pour la première fois, et cela bien qu’elle ait beaucoup aidé Rosario quand il vivait seul avec Michele, avant l’arrivée de Léa dans le Nord. Puis c'est au tour de la pétillante et vive Stella Kraus, une artiste de cabaret.
Pour cacher ses méfaits et détourner les soupçons, Léa orchestre un faux vol de bijoux dans la maison de Stella qui partageait un appartement avec une dénommée Palma, ce qui fait dire aux journaux qui s’interrogent sur le mystère des disparitions, que Stella s’est enfuie avec les bijoux. (D’où le titre anglais Black Journal, repris en France, qui donne des nouvelles bien sombres). Deux voisines  plus curieuses que les autres à qui Léa avait vendu du savon, intriguées par la soudaine grosse production de savon et par l'odeur dégagée par celui-ci, se mettent à espionner cette femme étrange. Ne trouvant rien de spécial, elles décident de contacter Maria (Rita Tushingham), la charmante sœur du curé Onorio, afin que celle-ci propose son aide à Léa en invoquant des raisons diverses telles que la station debout pénible pour une femme, etc. Maria sera la première à découvrir les horreurs commises par Léa. Dans un savon que lui a donné Léa, Maria trouve l'anneau qui appartenait à Berta Maner. La surprise l’étreint et quand elle croit comprendre, elle a une crise cardiaque déclenchée par son état de santé déjà précaire. Mais Maria n’est pas morte et, sur son lit, elle demande à Léa si ses soupçons sont fondés. Celle-ci lui avoue tout, avec force détails, conduisant ainsi Marie à une seconde crise cardiaque. Elle meurt, cette fois, sans avoir pu avertir son frère des atrocités commises par Léa.
Mais les événements se précipitent. Un commissaire commence à enquêter sur la disparition de Berta. Léa est convoquée au poste de police pour un interrogatoire, ce dont elle s’offusque vivement. Par ailleurs, il enquête sur la disparition de Lisa et de son argent, étant donné l'amitié qui liait les deux femmes. Le directeur de la banque dépose également un témoignage selon lequel Léa est bien la femme qui s’était présentée au comptoir pour recevoir le remboursement des titres de propriété au porteur de Lisa. Michele part pour le service militaire et Léa est bouleversée. Palma trouve sur le plancher de la maison de Léa des lunettes qui sont peut-être celles de Stella, ce dont elle n’est cependant pas sûre. Elle subit le même sort que les autres victimes. Michele demande à sa petite amie Sandra de s’installer dans la maison de sa mère juste avant qu’il parte pour le front. Sandra ne ressent rien de bon dans cette maison mais se résigne, espérant un retour de Michele au bout d'une quinzaine de jours (C’est la mobilisation générale avant la seconde guerre mondiale). Léa, sous l'emprise de son délire fou, après avoir vu partir le fils bien-aimé, prépare un nouveau sacrifice : Sandra.
Mais Tina, qui était la complice de tant d'horreur (Elle aidait Léa à écraser les os dans un mortier) se révolte et essaie de prévenir Sandra. Léa réussit à immobiliser Sandra et à la menacer avec une hache. La jeune fille, vouée à une fin horrible, parvient à lui dire qu’elle est enceinte de Michele. Cette révélation lui sauve la vie. Léa a un moment de stupéfaction. Elle laisse tomber la hache, peut-être dans un moment de lucidité dans sa folie. La police arrive juste à ce moment-là et emmène Léa en prison. Dehors, les badauds assistent à l’arrestation. Un couple de voisins hurle après Léa : « Monstre ! » Elle s'adresse à eux en ricanant : « Monstre ..? Moi..? ... Mais vous êtes fous ? ».

## Fiche technique
- Titre original : Gran bollito
- Réalisation : Mauro Bolognini
- Scénario : Nicola Badalucco
- Musique : Enzo Jannacci
- Montage : Nino Baragli
- Photographie : Armando Nannuzzi
- Costumes : Danilo Donati
- Production : Alessandra Riccardi Infascelli
- Société de production : Triangolo Films
- Pays d'origine :  Italie
- Genre : Comédie noire
- Durée : 115 minutes
- Dates de sortie :
  - Italie : 1977

## Distribution
- Shelley Winters : Lea
- Mario Scaccia : Rosario, le mari de Lea
- Max von Sydow : Lisa / inspecteur de police
- Antonio Marsina : Michele, le fils de Lea
- Milena Vukotic : Tina, la servante
- Alberto Lionello : Berta Maner / directeur de la banque
- Laura Antonelli : Sandra
- Rita Tushingham : Maria, la sœur du prêtre
- Franco Branciaroli : Don Onorio, le prêtre
- Renato Pozzetto : Stella Kraus / le gendarme
- Adriana Asti : Palma
- Marco Modugno : l’étudiant
- Liù Bosisio : la voisine boiteuse
- Maria Monti : la seconde voisine
- Giancarlo Badessi : l’amie de Lisa
- Alberto Squillante : un carabinier
- Franco Balducci

## Autour du film
- Les chansons du film sont composées par Enzo Jannacci La chanson du générique (Vita vita) est interprétée par Mina.
- Alberto Lionello, Max von Sydow et Renato Pozzetto interprètent deux rôles chacun, dont ceux des trois femmes qui finiront assassinées. Giancarlo Badessi incarne l’amie grassouillette de Lisa.
- Dans un entretien pour la revue Positif, Max von Sydow, évoquant sa carrière d'acteur en Italie, parle du film de Mauro Bolognini en ces termes : « J'ai fait un film avec Bolognini qui était presque une comédie. L'histoire vraie d'une femme qui, pendant la guerre, avait tué ses copines pour recycler les cadavres en savons ou en gâteaux. Ce petit trafic lui avait permis de survivre. Prise par la police, elle a accusé son fils. Il a passé la guerre en prison… ce qui lui a permis d'échapper à la guerre et peut-être à la mort. Bolognini a bien voulu que je joue une des amies… un rôle de femme ! J'incarne aussi le policier qui arrête la femme. L'idée de Bolognini était que pour le spectateur, le visage du policier devait évoquer les victimes[1]. »